# Jankowskia unmon
Jankowskia unmon là một loài bướm đêm trong họ Geometridae.